# Râul Racovița, Lucșoara
Râul Racovița este un curs de apă, afluent al Râul Lucșoara. 

## Hărți
- Județul Sălaj - Harta interactiva  Arhivat în 19 august 2013, la Wayback Machine.